# Calle Abovyan
La Calle Abovián (en armenio: Աբովյան Փողոց) conocido como calle Astafián entre 1868 y 1920, es una calle en el distrito central Kentron de Ereván, Armenia.
La calle se extiende desde la céntrica Plaza de la República a la estatua del destacado escritor armenio Jachatur Abovián (1809-1848), en honor del cual la calle lleva el nombre de Abovián. Se trata de la primera calle prevista de la capital armenia.
En 1855, el virrey ruso del Cáucaso confirmó la planificación de las calles de Ereván. La anchura media de las calles fue planeada de 6 a 20 metros. La calle Astafián fue planeada para tener 20 metros de ancho.